# Rinus Israël
Marinus "Rinus" David Israel - (Amsterdã, 19 de março de 1942 – 1 de julho de 2025) foi um futebolista dos Países Baixos que atuava na posição de zagueiro. 
Foi um dos jogadores mais ilustres da história do Feyenoord. Defendeu também a Seleção Holandesa na Copa de 1974.
Judeu, seu nome em hebraico seria מרינוס "רינוס" דָּוִיד יִשְׂרָאֵל.

## Carreira

### O início
Israel, nascido em Amsterdã, foi revelado nas categorias de base do DWW, e também pelas divisões juniores do DWS até ser remanejado ao time profissional, em 1962.
O DWS foi ficando pequeno para o talento de Israël, que já começara a despertar o interesse de clubes maiores dos Países Baixos, tendo o Feyenoord levado a melhor, em 1966.

### Os anos Feyenoord e a curta estadia no Excelsior
IJzeren Rinus ("Rinus de ferro", como o zagueiro era carinhosamente chamado pela torcida) foi contratado pela equipe portuária em meados de 1966, já chamando a atenção de todos os torcedores por sua liderança em campo.
Em oito anos, foram três títulos nacionais (1968-69, 1970-71 e 1973-74), uma Copa dos Países Baixos (1968-69), um Mundial Interclubes (1970), uma Copa da Europa (atual Liga dos Campeões - 1969-70) e uma Copa da UEFA (atual Liga Europa - 1973-74). Rinus disse um "até breve" ao Feyenoord em 1974, mas não deixou Roterdã; andou alguns quilômetros para atuar pelo pequeno Excelsior.
Apesar de ter deixado o Feyenoord para atuar em uma equipe sem expressão alguma na Holanda, Israël foi perdoado pela torcida, visto que o Excelsior não mantém uma rivalidade acesa com o Feyenoord, ao contrário de Ajax e PSV Eindhoven.
O zagueiro ficou apenas uma temporada no Excelsior, saindo em 1975 para vestir a camisa de outra equipe sem expressão: o Zwolle.

### Fim de carreira
Aos 33 anos de idade, Israël mostrava um futebol de auto nível no Zwolle, não só defendendo, mas também marcando gols: em 196 partidas, foram dezoito gols marcados. Alegando ter feito o suficiente, IJzeren Rinus anunciou o encerramento de sua carreira como jogador, em 1982.

### Morte
Israël morreu no dia 1° de julho de 2025, aos 83 anos.

## Carreira de treinador
Com a carreira de jogador encerrada, Israël permaneceu no Zwolle, agora como auxiliar-técnico. A "carreira-solo" do ex-zagueiro em clubes iniciou em 1984, no pequeno Den Bosch (voltaria para a agremiação em 1989).
IJzeren Rinus retornou ao Feyenoord em 1986, agora como treinador. Com um desempenho mediano, saiu do clube em 1988. Comandou também o PAOK, o Dínamo de Bucareste, a Seleção Sub-21 da Holanda, a Seleção de Gana, o Al-Jazira, o Al-Shabab, o Al-Wahda e o ADO Den Haag.
Israël voltou novamente ao Feyenoord em 2006, desta vez para exercer a função de olheiro. Deixou o clube no ano seguinte.

## Carreira na Seleção
Israël debutou com a camisa laranja em 1964, mas a Holanda não conseguiu se classificar para as Copas de Copa de 1966 e Copa de 1970.
O único torneio que o zagueiro disputou com a Holanda foi a Copa de 1974 - curiosamente, ao lado do também judeu Johan Neeskens -, onde foi reserva. Abandonou a carreira internacional em 1974, mas rumores de que Israël, em decorrência de suas boas exibições com a camisa do Zwolle, poderia voltar a vestir a camisa laranja na Copa de 1978, foram totalmente desmentidos.

## Estatísticas
Times em que jogouDWV, DWS, Feyenoord, Excelsior, Zwolle e Seleção Holandesa.
Total de partidas disputadas584 (88 pelo DWV, 219 pelo Feyenoord, 32 pelo Excelsior, 198 pelo Zwolle e 47 pela Holanda).
Gols marcados43 (1 pelo DWV, 21 pelo Feyenoord, 2 pelo Excelsior, 16 pelo Zwolle e 3 pela Holanda).
Torneio internacional que disputouCopa de 1974 (reserva).

## Títulos
- Holanda
  - Vice-Copa do Mundo de 1974

## Ligações Externas
- Perfil em FIFA.com (em inglês)